# Laërte
 (décembre 2014).
Si vous disposez d'ouvrages ou d'articles de référence ou si vous connaissez des sites web de qualité traitant du thème abordé ici, merci de compléter l'article en donnant les références utiles à sa vérifiabilité et en les liant à la section « Notes et références ».

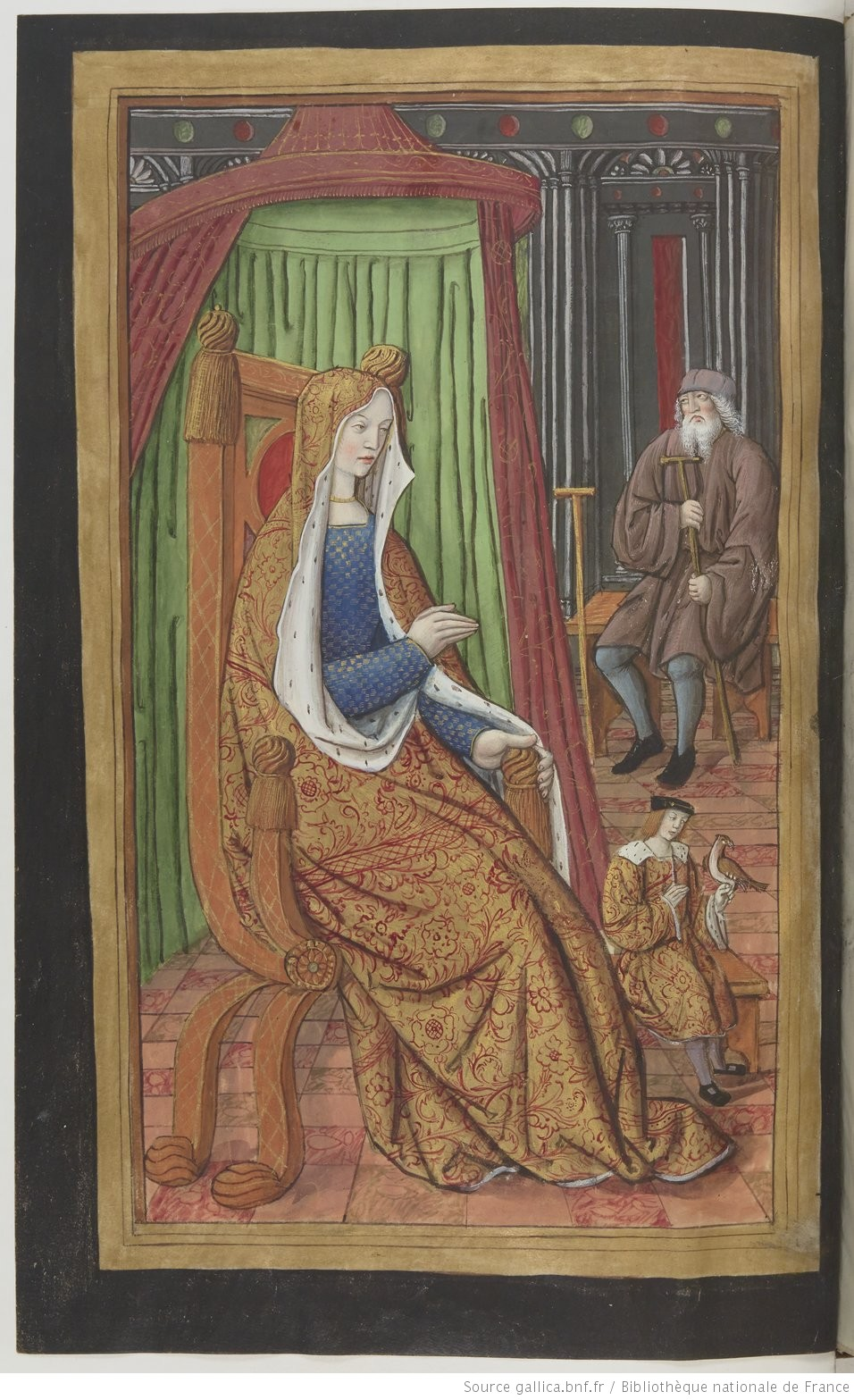
Laërte, Pénélope et Télémaque. Miniature de Robinet Testard extraite des Epistres d'Ovide (traduction d'Octavien de Saint-Gelais, 1496-1498), BnF (Cote : Français 875)

Dans la mythologie grecque, Laërte (en grec ancien Λαέρτης / Laértês) est le fils d'Arcésios, roi d'Ithaque, et de Chalcoméduse. Il a pour enfants Ulysse et Ctimène avec sa femme Anticlée, fille du voleur Autolycos et d'Amphithée. Néanmoins, Anticlée a auparavant été violée par Sisyphe, ce qui remet en cause la filiation avec Ulysse. Sa famille était originaire de Céphallénie.
Quand Ulysse eut atteint sa majorité, Laërte lui transmit le pouvoir royal, vraisemblablement à cause de son grand âge. Pendant son absence, il se retira désespéré à la campagne, dans son domaine, avec pour seule compagnie sa servante, le mari de celle-ci et leurs enfants. Il cultiva lui-même la terre pour adoucir sa tristesse.  Il n’eut pas le courage de défendre Pénélope et Télémaque contre les prétendants de Pénélope. 
Lorsqu’Ulysse rentra à Ithaque, il alla voir son père pour lui annoncer son retour. Celui-ci sortit de sa triste retraite. Rajeuni grâce à un bain magique, Athéna l'anima d'une « vigueur nouvelle ». Ainsi, il aida son fils à repousser l'assaut des parents des prétendants massacrés. Il tua Eupithès, le père d'Antinoos. C'est pour Laërte que Pénélope tissait et détissait un voile funéraire alors qu'elle attendait désespérément le retour d'Ulysse. 
Il avait dans sa jeunesse fait partie des Argonautes, il aurait d'ailleurs été blessé tout comme Jason, Atalante et les Thespiades, mais Médée les aurait guéris en peu de jours, au moyen de quelques herbes .
Il ferait aussi partie des chasseurs de Calydon.

## Honneur
L'astéroïde troyen de Jupiter (11252) Laërte porte son nom.

## Sources
- Homère, Odyssée [détail des éditions] [lire en ligne], I, 189 et suiv. ; XI, 187 et suiv. ;  XVI, 138 et suiv. ; XXIII, 359 et suiv. ; XXIV, 205 et suiv.